# Migraine
Migraine è un EP dei Twenty One Pilots, pubblicato il 14 giugno 2013 dalla Fueled by Ramen. Contiene brani estratti dal loro terzo album in studio Vessel e una versione dal vivo del brano Migraine.

## Tracce
Testi e musiche di Tyler Joseph.
1. Migraine – 3:59
2. Forest – 4:06
3. Ode to Sleep – 5:08
4. Guns for Hands – 4:33
5. Migraine (Live from the LC Pavilion) – 4:54

## Formazione
Twenty One Pilots
- Tyler Joseph – voce, chitarra, basso, pianoforte, tastiera, programmazione
- Josh Dun – batteria, percussioni

Altri musicisti
- Greg Wells – tastiera, sintetizzatore, programmazione (eccetto traccia 5)